# Shamlakān
Shamlakān (persiska: شَملَكان, شملکان, شَلمَكان, Shalmakān) är en ort i Iran.   Den ligger i provinsen Västazarbaijan, i den nordvästra delen av landet, 600 km väster om huvudstaden Teheran. Shamlakān ligger 1 735 meter över havet och antalet invånare är 364.
Terrängen runt Shamlakān är kuperad. Runt Shamlakān är det ganska tätbefolkat, med 185 invånare per kvadratkilometer. Närmaste större samhälle är Urmia, 11,5 km nordost om Shamlakān. Trakten runt Shamlakān består i huvudsak av gräsmarker.